# Акулово (присілок, Одинцовський міський округ)
Акулове (рос. Акулово) — село у Одинцовському районі Московської області Російської Федерації.

## Розташування
Село входить до складу міського поселення Кубинка, поруч із селом знаходиться декілька дачних кооперативів, зі всіх сторін оточено лісом. Поруч з селом знаходиться залізнична платформа Акулово. Найближчий населений пункт Дютьково.

## Населення
Станом на 2010 рік у селі проживало 48 осіб.

## Відомі особистості
В поселенні народився:
- Коптєв Михайло Іванович (1922—1996) — радянський військовий.